# Aretxabaleta
Aretxabaleta é um município da Espanha na província de Guipúzcoa, comunidade autónoma do País Basco, de área 28,97 km² com população de 6559 habitantes (2007) e densidade populacional de 226,41 hab./km².

## Demografia
| Variação demográfica do município entre 1991 e 2004 | Variação demográfica do município entre 1991 e 2004 | Variação demográfica do município entre 1991 e 2004 | Variação demográfica do município entre 1991 e 2004 |
| --------------------------------------------------- | --------------------------------------------------- | --------------------------------------------------- | --------------------------------------------------- |
| 1991                                                | 1996                                                | 2001                                                | 2004                                                |
| 6147                                                | 5943                                                | 6184                                                | 6281                                                |